# سید حیدر
سید حیدر معروف به گُنده‌نویس از خوشنویسان اواخر قرن هفتم و اوایل قرن هشتم هجری است. به این جهت به او لقب گنده‌نویس داده‌اند که با قلم جلی (بسیار بزرگ) می‌نوشته است. فقط نام این خوشنویس در تذکره‌های مختلف آمده و تاکنون کسی از آثار وی چیزی نیافته‌است.
حیدر گُنده‌نویس از شاگردان یاقوت مستعصمی بوده و می‌گویند هر که از او تعلیم خوشنویسی گرفته به مراتب عالی رسیده است. از شاگردان مشهورش خواجه تاج الدین علی شاه (درگذشت ۷۲۴ ه‍. ق) مدفون در تبریز و وزیر سلطان محمد خدابنده و سلطان ابوسعید است و دیگر خواجه غیاث الدین محمد رشیدی وزیر ابوسعید بهادر و همچنین عبدالله صیرفی را می‌توان نام برد